# باربرا شتوك
باربرا شتوك (بالإنجليزية: Barbara Stock)‏ هي ممثلة أمريكية، ولدت في 26 مايو 1956 بلوس أنجلوس في الولايات المتحدة.

## أعمال

### مسلسلات
- دالاس

## وصلات خارجية
- باربرا شتوك على موقع IMDb (الإنجليزية)
- باربرا شتوك على موقع ألو سيني (الفرنسية)
- باربرا شتوك على موقع أول موفي (الإنجليزية)
- باربرا شتوك على موقع قاعدة بيانات الفيلم (الإنجليزية)
- باربرا شتوك على موقع كينوبويسك (الروسية)